# Кюсю
Кю́сю, або Кюшю (яп. 九州, きゅうしゅう, Kyushu, «дев'ять провінцій») — третій за величиною острів Японського архіпелагу. Омивається на півночі Японським морем, на сході — Внутрішнім японським морем, на півдні — Тихим океаном, і на заході — Східнокитайським морем.
Топонім «Кюсю» позначає як сам острів Кюсю, так і регіон Кюсю, який включає окрім власне острова Кюсю сусідні острови Цусіма, Ікі, Якусіма, Танегасіма, а також острови Амамі. Інколи до регіону Кюсю відносять архіпелаг Рюкю. У давнину регіон Кюсю називався краєм Сайкайдо.

## Географія
Рельєф Кюсю гористий, хоча на заході острова є невеликі рівнини. На північному заході знаходяться невисокі гори й пагорби (до 1055 м), а на південному сході — гори середньої висоти. Найвищою точкою острова є згаслий вулкан Кудзю (1791 м). Гори складаються, переважно, породами вулканічного походження, гранітами і сланцями. На Кюсю розташований один з активних японських вулканів — Асо (1592 м). Окрім цього, відомими дієвими вулканами є Кірісіма і Сакура-дзіма.
Кюсю відомий своїми термальними джерелами онсен, особливо поблизу міста Беппо та районах поруч з вулканом Асо. Надра острова відомі кам'яним вугіллям, особливо його північна частина. Кюсю належить до сейсмічно небезпечних зон.
Площа острова — 36 737,6 км², площа регіону — 39.9067,3 км²[уточнити].
Клімат острова субтропічний, мусонний. Опади бувають часто, до 3000 мм на рік, особливо влітку під час тайфунів. Середня температура взимку коливається від 0 °C в горах до 10 °C на узбережжі, а влітку — від 15 °C до 26 °C на узбережжі. Узимку, під час мусонів, частими є перепади температур. Теплу погоду на острові забезпечують теплі течії — Куросіо і Цусімська.
Річкова сітка Кюсю густа. Річки бурхливі, але не повноводні. Для флори характерною є висока поясність. Типові рослини нижнього ярусу (до 850 м) — дуби, камелії, магнолії. Вище ростуть сосни і кріптомерії. На верхніх поясах переважають кущі та луги. Південь Кюсю має відмінну від решти острова флору — переважно пальми й папороть.
| Т И Х И Й О К Е А Н СХІДНОКИТАЙСЬКЕ МОРЕ ЯПОНСЬКЕ МОРЕ ВНУТРІШНЄ ЯПОНСЬКЕ МОРЕ Море Ґенкай Море Суо Море Аріаке Море Амакуса Море Хюґа Море Хібікі Море Ґото Протока Бунґо Цусімська протока Затока Каґошіма Затока Омура Затока Беппу Протока Каммон Протока Ікі Г О Р И К Ю С Ю ГОРИ ЦУКУСІ ГОРИ КІРІСІМА ГОРИ КУДЗЮ Хіко Унсен Кудзю Собо Асо Кунімідаке Такахо Сакурадзіма Каймондаке рівнина Цукусі рівнина Кумамото рівнина Міядзакі Нагасакі Фукуока Саґа Ойта Кумамото Міядзакі Каґошіма р.Тікуґо р.Онґа р.Кума р.Оно р.Сендай р.Ойодо оз.Ікеда р.Сіра пів.Кунісакі пів.Нісі-Соноґі пів.Сімабара пів.Сацума пів.Осумі ФУКУОКА САҐА НАГАСАКІ КУМАМОТО КАҐОСІМА МІЯДЗАКІ ОЙТА |
| Фізична карта Кюсю |

## Адміністративний поділ
Острів Кюсю поділений на 7 префектур. До другої половини 19 століття він поділявся на 11 провінцій. Хоча в складі регіону Кюсю є префектура Окінава. Вона займає частину островів Рюкю. Північ островів належить префектурі Каґосіма.
| ~                    |          |          | Центр    | Провінція             | Площа, км² | Населення, ос. | Густота, ос./км² | Код   |
|                      | Каґосіма | 鹿児島県 | Каґосіма | Сацума • Осумі        | 9188,67    | 1 718 881      | 187,1            | JP-46 |
|                      | Кумамото | 熊本県   | Кумамото | Хіґо                  | 7405,80    | 1 821 919      | 246              | JP-43 |
|                      | Міядзакі | 宮崎県   | Міядзакі | Хюґа                  | 7734,80    | 1 136 260      | 146,9            | JP-45 |
|                      | Наґасакі | 長崎県   | Наґасакі | Хідзен • Цусіма • Ікі | 4104,48    | 1 440 727      | 351              | JP-42 |
|                      | Ойта     | 大分県   | Ойта     | Бунґо                 | 6339,54    | 1 201 047      | 189,5            | JP-44 |
|                      | Саґа     | 佐賀県   | Саґа     | Хідзен                | 2439,60    | 855 506        | 350,7            | JP-41 |
|                      | Фукуока  | 福岡県   | Фукуока  | Тікудзен • Тікуґо     | 4976,97    | 5 062 828      | 1017,3           | JP-40 |
| Острови Рюкю (част.) |          |          |          |                       |            |                |                  |       |
|                      | Окінава  | 沖縄県   | Наха     | Не було               | 2280,98    | 1 460 718      | 640              | JP-47 |

## Історія
Кюсю вважають колискою японської державності. За переказами саме цей острів був місцем сходження небесних богів, які дали початок імператорському роду Японії. Інші назви острова — Кюкоку (九国, «дев'ять країн»), Тіндзей (鎮西, «втихомирений Захід») і Цукусі но сіма (筑紫の島, «острів Цукусі»).
Назва острова Кюсю походить від дев'яти провінцій, що розташовувались на острові — Будзен, Бунґо, Хідзен, Хіґо, Сацума, Осумі, Тікудзен, Тікуґо, Хюґа.

## Демографія
Населення острова Кюсю — 14 779 000 осіб (2003), щільність заселеності — 370,34 осіб/км². Найбільше місто, Фукуока, нараховує понад 1,4 млн осіб. Це місто є важливим політичним і економічним центром Кюсю. Більше півмільйона осіб проживають у Кумамото і Каґосіма. Важливими культурними центрами є міста Нагасакі, Хірадо і Оіта.

## Економіка
Промисловість Кюсю зосереджена на півночі острова, в той час, як на півдні переважає сільське господарство. Найбільшими індустріальними центрами є Нагасакі, Кітакюсю та Оіта. Переважає хімічна промисловість та металообробка. На півдні вирощують рис, тютюн, батат, а також займаються скотарством, зокрема виводом чорних свиней.
Кюсю з'єднаний з островом Хонсю двома підводними тунелями, автомобільним і залізничним, які прокладені під протокою Каммон.

## Префектури Кюсю
- Фукуока
- Каґосіма
- Кумамото
- Міядзакі
- Нагасакі
- Ойта
- Саґа